# Eleutherodactylus flavescens
Eleutherodactylus flavescens là một loài ếch trong họ Leptodactylidae. Chúng là loài đặc hữu của Cộng hòa Dominica.
Các môi trường sống tự nhiên của chúng là các khu rừng ẩm ướt đất thấp nhiệt đới hoặc cận nhiệt đới và rừng sú vẹt nhiệt đới hoặc cận nhiệt đới. Loài này đang bị đe dọa do mất môi trường sống.